# Maria Janitschek
Maria Janitschek, rozená Tölk (22. července 1859 Mödling – 28. dubna 1927 Mnichov) byla rakouská novinářka, spisovatelka a básnířka.

## Život
Maria Janitscheková, nemanželské dítě Anny Tölkové, která pocházela z důstojnické rodiny, vyrůstala v chudých poměrech. Část vzdělání získala v maďarské klášterní škole. Když jí bylo 19 let, přestěhovala se s matkou do Grazu, kde publikovala své první články jako novinářka pod pseudonymem Marius Stein. Mezi její zaměstnavatele patřily noviny Moderne Dichtung a Wiener Rundschau. Ve věku 23 let se provdala za Huberta Janitscheka (1846–1893), profesora dějin umění. Pár žil ve Štrasburku a Lipsku. Její manžel zemřel r. 1893 a Marie se přestěhovala do Berlína a později do Mnichova.

### Práce
Její první vydané knihy byly sbírky poezie a povídek. Ty se v tématech svých děl odvolávaly na zájmy buržoazního ženského hnutí: problémy manželství a lásky k ženám, zpracované v té době velmi liberálním způsobem. V roce 1889 vydala svůj první svazek básní Irdische und unirdische Träume (Pozemské a nadpozemské sny), který zahrnoval velmi kritizovanou báseň Ein modernes Weib (Moderní manželka). Německo zakázalo její sbírku povídek Die neue Eva v roce 1909. 
Za své vzory považovala Émila Zolu, Henrika Ibsena a Lva Tolstého, ale z literárního hlediska ji lze zařadit mezi symbolisty. Její díla mají často silné ženské postavy, které se stávají nemilosrdnými mstitelkami, když se jim páchají křivdy. Ve svých epických dílech zkoumala dualismus mezi rozumovou a emocionální stránkou lidí.

## Dílo (výběr)
- Legenden und Geschichten (Spemann, Berlín, 1885)[2]
- Irdische und unirdische Träume, ? 1889
- Atlas, Novelle, Berlin 1893
- Buch der Freiheit, Vydavatel Karl Henckell (antologie, mj. texty Marie Janitschek), Berlín 1893)
- Pfadsucher. Vier Novellen, (G. Grotte, Berlín, 1894)[3]
- Im Sommerwind, Gedichte, Leipzig 1895
- Lilienzauber, Leipzig 1895
- Ninive, román, Leipzig 1896
- Vom Weibe – Charakterzeichnungen, Berlín 1896
- Der Schleifstein – ein Lebensbild, Leipzig 1896
- Sonnenblumen, vydavatel Karl Henckell (antologie, m. j. texty Marie Janitschek), Stuttgart 1896
- Gelandet, Leipzig 1897
- Kreuzfahrer, [Erzählungen], Leipzig 1897
- Die Amazonenschlacht, román, Leipzig 1897
- Ueberm Thal in: Nord und Süd – Eine deutsche Monatsschrift, vydavatel Paul Lindau, Breslau 1898
- Frauenkraft novely, Berlín 1900
- Aus alten Zeiten, Gedichte, Leipzig 1900
- Vom Weibe – Charakterzeichnungen, Berlín 1901
- Auf weiten Flügeln, novely, Leipzig 1902
- Die neue Eva, novely, Leipzig/Berlin 1902
- Maiblumen, (Aus Aproditens Garten #1), Leipzig 1902
- Feuerlilie, (Aus Aproditens Garten #2), Leipzig 1902
- Pfingstsonne, novely, Breslau 1903
- Mimikry – Ein Stück modernes Leben, román, Leipzig 1903
- Esclarmonde – Ihr Lieben und Leiden, Stuttgart 1906
- Eine Liebesnacht, román, ? 1908
- Lustige Ehen – eine Geschichte, in der sich alle kriegen, Leipzig 1910
- Olympier überm Tal, Zwei Novellen, (Deutsche Volkskultur in Wort, Bild und Klang #5) Berlín ca. 1910
- Die Sterne des Herrn Ezelin, román, Leipzig 1915
- Der rote Teufel, román, Leipzig 1916
- Wildes Blut, Berlin 1916
- Im Finstern, román, Leipzig ca. 1920
- Kinder der Puszta, román, ? 1920
- Saat und Ernte – Die deutsche Lyrik um 1925, vlastní výběr básníků a básnířek (m. j. Marie Janitschek), s krátkými vlastními životopisy a díly, vydavatel Albert Sergel, Berlín/Wien 1924

## Česká vydání
- V slunečním žáru: novely – přeložil Jan Emil Šlechta. Praha: Jan Otto, 1905[4]
- Atlas – přeložila Zdeňka Jančová;  v 91. svazku edice 1000 nejkrásnějších novell 1000 světových spisovatelů, Praha: J. R. Vilímek, 1915